# Teen Wolf: The Movie
Teen Wolf: The Movie – amerykański dreszczowiec z 2023 roku w reżyserii Russella Mulcahy’ego. Jest to filmowa kontynuacja serialu Teen Wolf: Nastoletni wilkołak. Swoją premierę miał 26 stycznia 2023 roku na platformie Paramount+.

## Fabuła
Gdy nad Beacon Hills pojawia się pełnia, wraz z nią ujawnia się przerażające zło. Scott McCall, który nie jest już nastolatkiem, ale wciąż jest alfą, musi zebrać nowych sojuszników i zaufanych przyjaciół, aby stanąć do walki z najpotężniejszym wrogiem, z jakim kiedykolwiek się zetknęli.

## Obsada
- Tyler Posey – Scott McCall
- Crystal Reed – Allison Argent
- Holland Roden – Lydia Martin
- Tyler Hoechlin – Derek Hale
- Shelley Hennig – Malia Tate
- Dylan Sprayberry – Liam Dunbar
- J.R. Bourne – Chris Argent
- Ian Bohen – Peter Hale
- Melissa Ponzio – Melissa McCall
- Colton Haynes – Jackson Whittemore
- Linden Ashby – Noah Stilinski
- Ryan Kelley – Jordan Parrish
- Seth Gilliam – Alan Deaton
- Orny Adams – Bobby Finstock
- Khylin Rhambo – Mason Hewitt
- Vince Mattis – Eli Hale
- Amy Workman – Hikari Zhang

## Produkcja
We wrześniu 2021 roku ogłoszono, że Paramount+ zamówił film, który ma być kontynuacją serialu z 2011 roku. Większość członków oryginalnej obsady ponownie wcieliła się w swoje role, chociaż członkowie obsady tacy jak Dylan O'Brien, Arden Cho i Cody Christian odmówili powrotu.